# Atractus kangueryensis
Atractus kangueryensis är en ormart som beskrevs av Cacciali, Villalba och Yanosky 2007. Atractus kangueryensis ingår i släktet Atractus och familjen snokar. Inga underarter finns listade.
Enligt Reptile Database är Atractus kangueryensis ett synonym till Atractus thalesdelemai.